# Anticlea mogollonensis
Anticlea mogollonensis là một loài thực vật có hoa trong họ Melanthiaceae. Loài này được (W.J.Hess & Sivinski) Zomlefer & Judd mô tả khoa học đầu tiên năm 2002.